# Guerra medieval

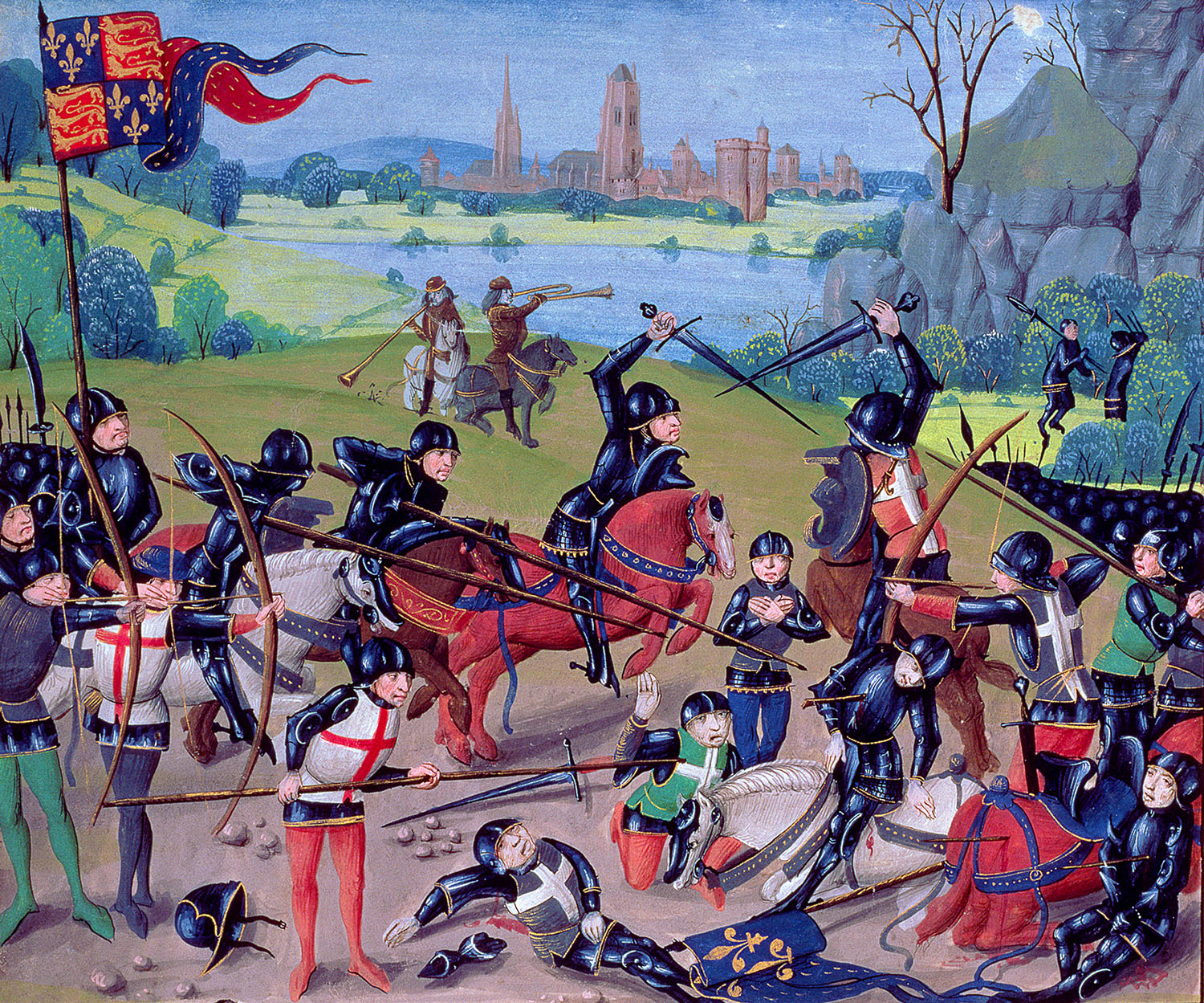
La batalla de Agincourt (1415). Las batallas campales no eran muy usuales en la guerra medieval, pues, como es el caso de Agincourt, solían suponer la destrucción del ejército perdedor.

Por guerra medieval se entiende el tipo de guerra librado en el período histórico de la Edad Media, definida por los tipos  propias del tipo de enfrentamientos librados en esta época, basados en el control de plazas fuertes. La visión tradicional de las guerras europeas de la Edad Media sostenía que los caballeros eran los dueños de los campos de batalla. Estos se lanzarían a la carga diezmando y arrollando a la infantería campesina que encontraban a su paso, mientras sus afines corrían a su encuentro para decidir el resultado del enfrentamiento.
Según esta versión, el poder de los jinetes acorazados a caballo habría acabado cuando la infantería, gracias a las armas de fuego y a las técnicas de formaciones compactas de piqueros y alabarderos, recobró su poder en la batalla. Esta visión, alimentada por el arte y las crónicas de la época, mostraba a los nobles combatiendo a caballo e ignorando a los plebeyos y campesinos que luchaban a pie. Todo esto ha demostrado ser falso, pues las tropas de infantería eran una parte importante de los ejércitos medievales. Estas tropas luchaban cuerpo a cuerpo y a modo de tropas de artillería . La infantería jugaba un papel crucial en los asedios contra posiciones fortificadas.
Las guerras medievales se resumen en asedios y guerra de desgaste. Esta última variante, consistente en operaciones de pillaje llamadas cabalgadas, algaradas o algaras, lograba objetivos tan variados como el debilitamiento y la desestabilización política de los rivales, ganancias de botín, abastecimiento de tropas, etc. Los enfrentamientos entre ejércitos en campo abierto eran infrecuentes. Eran más comunes y decisivas las maniobras para tomar castillos y ciudades mientras se evitaban batallas que supusieran pérdidas elevadas. Los soberanos llegaron incluso a prohibir a sus ejércitos entablar batallas que pudiesen resultar decisivas. En las pocas ocasiones en que podía tener lugar una batalla campal, resultaba probable que la victoria fuera para el bando que hiciera mejor uso de los componentes principales del ejército medieval: la tropa de infantería, la caballería y los arqueros junto con la primitiva artillería. Otros factores de importancia eran la moral, el liderazgo del capitán, la disciplina y la táctica, así como el conocimiento del terreno.

## Características

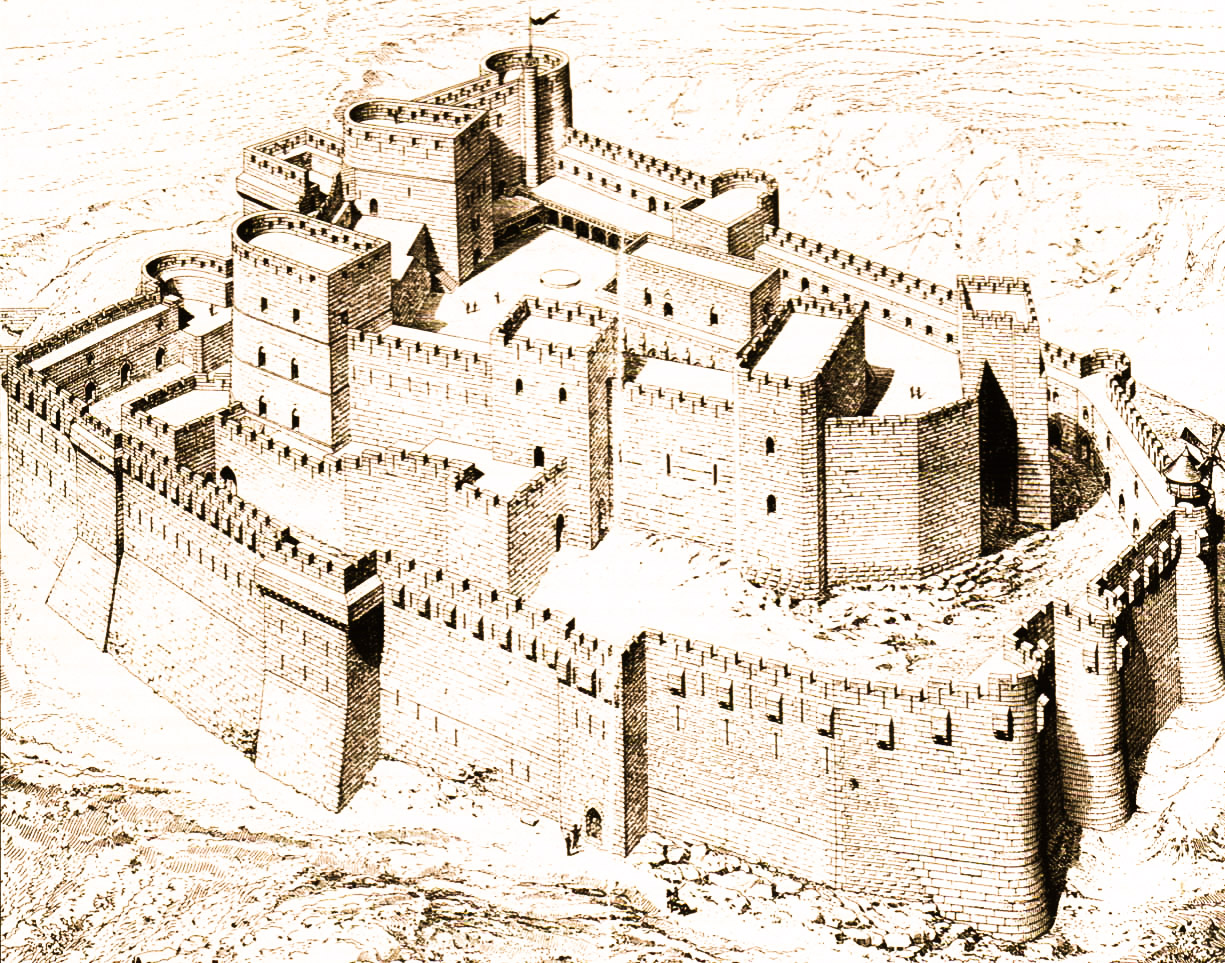
El Krak de los Caballeros fue un punto importante para el control de Tierra Santa. En la Edad Media, la estrategia militar consistía fundamentalmente en dominar posiciones claves.

La estrategia militar de la Edad Media consistía principalmente en controlar las fuentes de riqueza y, por lo tanto, en la capacidad de los ejércitos para ocupar tierras. En los inicios de la época, se trataba casi exclusivamente de arrasar o defender los campos y las huertas, puesto que los caudales procedían de las tierras de labranza y de los pastos. Durante la Baja Edad Media, el resurgimiento y crecimiento de las urbes conllevó a que éstas se convirtieran en centros de riqueza gracias al comercio derivado de las cruzadas y gracias a la artesanía.
La parte más importante de las guerras medievales radicaba en la toma y el dominio de los castillos, ya que en estos recaía la defensa de las tierras, además del control de la población de los alrededores. También las ciudades fortificaron sus muros con su crecimiento, y así, en la Baja Edad Media, la defensa y conquista de las ciudades resultó mucho más importante que controlar los castillos.

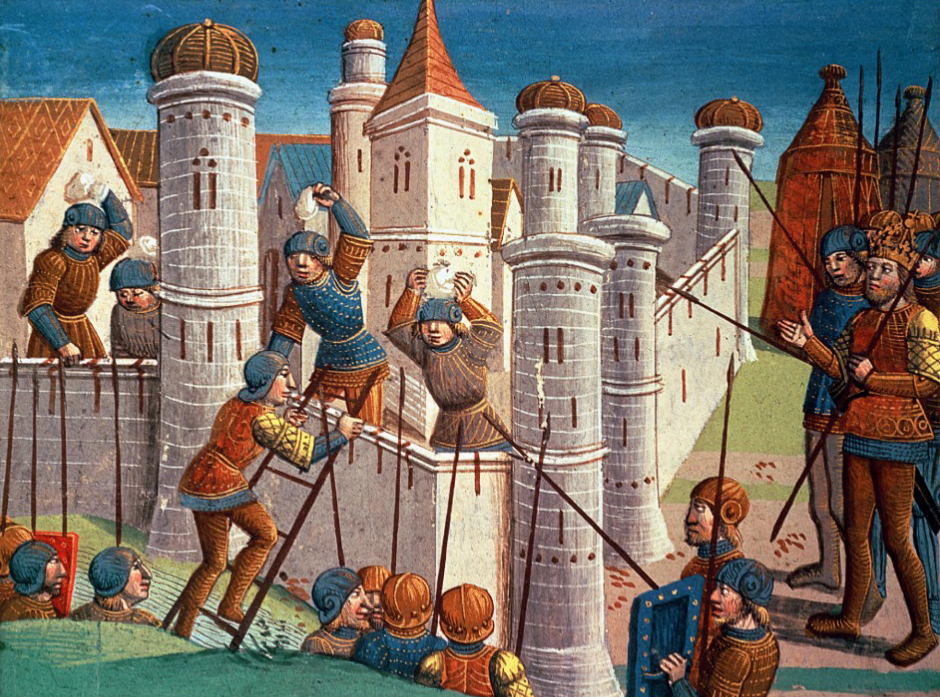
La mayor parte de las acciones bélicas de la guerra medieval consistía en el asedio de plazas fuertes.

Los ejércitos maniobraban para tomar fortificaciones importantes y devastar las cosechas, o bien para evitar que el enemigo perpetrara ese tipo de ataques. Únicamente tenían lugar batallas campales cuando se buscaba aniquilar al ejército enemigo o poner fin a la devastación. Un ejemplo de este tipo de enfrentamientos es la batalla de Lechfeld, que tuvo lugar en el año 955 y donde se batieron los germanos contra invasores magiares provenientes de la Europa Oriental. La victoria decisiva de los germanos, liderados por Otón I, puso fin a posteriores incursiones de los magiares. Otros ejemplos más conocidos son la batalla de Hastings, en 1066, donde los anglosajones fueron derrotados por los normandos, flamencos y bretones de Guillermo el Conquistador en su intento de poner fin a su invasión. En la década siguiente a la batalla, los normandos dominaron Gran Bretaña. La victoria de los francos en Tours en 732 frente a los sarracenos detuvo, en cambio, a los invasores.
Este tipo de maniobras fueron muy comunes en la Guerra de los Cien Años. Las batallas de Agincourt, Poitiers y Crécy, libradas entre Francia e Inglaterra, fueron las mayores tentativas francesas para frenar las invasiones inglesas. Los franceses fueron derrotados en los tres combates, por lo cual continuaron las invasiones. El control de Francia por parte de los ingleses, no fue, sin embargo, permanente, y al fin y al cabo, los franceses les vencieron en la guerra. En Oriente Próximo, las Cruzadas supusieron un intento fracasado por parte de los cristianos de tomar y controlar puntos estratégicos en Tierra Santa para dominar la zona. Aunque lograron tomar Jerusalén, los cruzados fueron finalmente expulsados.

## Los ejércitos medievales
A diferencia de los ejércitos nacionales de la época moderna, la organización de los ejércitos feudales era mucho más simple. Hasta finales del siglo XV no existieron regimientos o divisiones permanentes. Los pueblos bárbaros que invadieron el Imperio romano marchaban y combatían a pie y con espadas y hachas. Estos grupos rara vez podían ser descritos como auténticos ejércitos, pues se trataba de bandas armadas con tácticas y estrategias muy escasas y limitadas. Las actividades militares que llevaban a cabo estos grupos solían tener como principales cometidos hacerse con alimentos y otros botines de guerra. Las batallas consistían en luchas entre hordas que combatían cuerpo a cuerpo sin ningún orden. Con la llegada de Carlomagno, aparecieron los primeros ejércitos. El de los francos, creado por Carlos Martel y mejorado por sus sucesores, se componía de infantería y caballería armada. La caballería pesada dio origen a los caballeros medievales como los conocemos. En sus campañas, Carlomagno se enfrentó muy pocas veces contra enemigos organizados.
Con la aparición del feudalismo siglos después, al convocarse un ejército feudal, los vasallos se desplazaban hasta el lugar de encuentro con los caballeros, arqueros y hombres de armas que se habían solicitado. En el punto de reunión, los distintos contingentes de tropas eran reagrupados según su función. Los caballeros marchaban junto a los escuderos y los arqueros con la infantería. Las unidades especiales, a saber ingenieros y artillería de sitio, eran normalmente expertos contratados para la campaña. Un ejemplo es la artillería otomana usada en el bombardeo contra Constantinopla, que fue manejada por mercenarios cristianos. En la historia de Occidente, la Edad Media representa un período en el que se consolidaron las razones principales para justificar la muerte violenta, el uso de la fuerza y la destrucción masiva de los adversarios. Fueron las sociedades de Europa, de Asia Menor y Lejano Oriente entre otros, en este período de la historia de la humanidad quienes desarrollaron principios morales y religiosos para legitimar la guerra como las cruzadas cristianas y el yihad islámico, o las conquistas de Gengis Khan. La necesidad de exculpar y de potenciar una actividad aberrante y pecaminosa acabó generando un complejo entramado de representaciones mentales. Las ideas y códigos de comportamientos, elaborados con el fin de hacer aceptables actividades nocivas, surgieron normalmente a partir de la aplicación a la guerra de nociones procedentes del derecho y de la religión, que cristalizaron en torno a dos grandes conceptos ideológicos: el de guerra justa y el de guerra santa.
Desde el siglo XIV, los mercenarios eran soldados respetables. Estos guerreros formaban compañías que solían ser utilizadas por señores ricos o por ciudades que los contrataban. Algunas de estas compañías se especializaban en un tipo específico de combate. Por ejemplo, en el año 1346, 2000 ballesteros genoveses lucharon al servicio del rey de Francia en la batalla de Crécy. Otras compañías aunaban contingentes de todas las clases. Solían ser descritos en términos del número de lanzas de las que disponían. Una lanza equivalía a un soldado. Una compañía de 100 lanzas representaba a un centenar de combatientes. Este sistema dio origen al término freelance.
El inicio de los ejércitos modernos permanentes se encuentra en el año 1439, cuando el rey Carlos VII de Francia creó las Compañías Reales de Ordenanza, formadas por caballeros o por soldados de infantería, que eran pagadas con el dinero procedente de los impuestos. Cada compañía se componía por una dotación establecida de hombres. Quien escogía su armadura y las correspondientes armas solía ser el monarca.

### Organización
La mayor parte de las batallas tenían una disposición establecida, en la que los dos bandos se preparaban en el campo de batalla antes de comenzar el enfrentamiento. Las operaciones y las sumas y pactos para el encuentro no eran frecuentes. De esta manera, antes de empezar cada batalla existía una preparación de todas las unidades sobre el terreno, lo cual evitaba el desorden de un enfrentamiento mezclado entre caballeros, infantería ligera, unidades a distancia como arqueros o ballesteros y demás participantes en la batalla. Además los generales y los señores que mandaban los ejércitos lo hacían para después atribuirse el mérito de la victoria del ganador.

## Las tácticas militares
Durante el periodo decimonónico los teóricos de la guerra intentaron amoldar sus criterios tácticos y estratégicos a las campañas militares del pasado. Lógicamente, al aplicar a la Edad Media una interpretación de los enfrentamientos basada en criterios operativos propios del periodo napoleónico, la impresión que se tuvo es que no había ningún principio táctico que valiese la pena aprender. Para estos analistas, la caída del Imperio Romano y la llegada del feudalismo supuso un grave retroceso en el arte de la guerra. En palabras de Oman, la organización feudal de la sociedad hizo de cada noble un guerrero, pero no puede decirse que lo convirtiera en un soldado. El coraje llegó a tener tanto valor como la disciplina, de ahí que los principios tácticos y estratégicos sufrieran un fuerte retroceso. Para este autor, una combinación de arrogancia y estupidez caracterizaron la forma de proceder de un ejército feudal. Pero en contra de esta opinión, como señalan autores de la talla de Philippe Contamine, un estudio crítico de las fuentes que narraron estos enfrentamientos nos permite vislumbrar la existencia de un conjunto de normas operacionales que evidencian, precisamente, que los ejércitos de la Edad Media se rigieron por toda una serie de principios tácticos.
En la Alta Edad Media, las batallas consistían en desordenadas luchas entre bandas armadas y desordenadas; más adelante estos enfrentamientos evolucionaron hacia batallas mucho más complejas. Esta evolución se debió en parte al desarrollo de diferentes clases de armas y de tropas y al perfeccionamiento en su uso. Los ejércitos de la Alta Edad Media consistían en grupos de infantería, pues salvo los sarracenos y los visigodos, así como los nómadas de la Europa del Este, ningún pueblo había desarrollado ese tipo de soldados. Al desarrollarse la caballería pesada, los mejores ejércitos fueron las hordas de caballeros. La tropa de infantería quedó relegada a arrasar tierras de labranza y a realizar el trabajo pesado en los asedios. No obstante, en el campo de batalla este tipo de soldados corrían riesgos respecto a ambos bandos, al buscar los caballeros el enfrentamiento con sus rivales en combates individuales. Esto era así solamente al principio del periodo, tiempo en el que la infantería se formaba con siervos y campesinos sin ninguna preparación. Los arqueros fueron también de gran utilidad en los asedios, pero eran aún más vulnerables ante la caballería en el campo de batalla, pues corrían el riesgo de ser arrollados.
Ya para la Baja Edad Media se asistirá a un periodo de gran originalidad táctica, en el que se entremezclará el uso de la tradicional caballería con un creciente auge de las tropas de infantería, más la irrupción de las armas de fuego.
En los últimos años del siglo XV, los comandantes habían logrado estabalecer una disciplina entre sus caballeros y habían conseguido que sus tropas se cohesionasen. En el ejército inglés, los caballeros acabaron mostrando a regañadientes su respeto a los arqueros después de que estos demostraran su gran valor en los campos de batalla de la Guerra de los Cien Años. La disciplina de la tropa mejoró al haber más hombres que luchaban por dinero y menos que lo hicieran por el honor y la gloria. En Italia, los soldados mercenarios adquirieron mucha fama por largas campañas en las que apenas se derramó sangre. Para esa época, los soldados de todos los rangos eran activos de valor que no convenía desaprovechar a la ligera. Los ejércitos feudales que buscaban la gloria eran ahora ejércitos profesionales con mucho más interés por vivir para disfrutar de la paga.

### La caballería

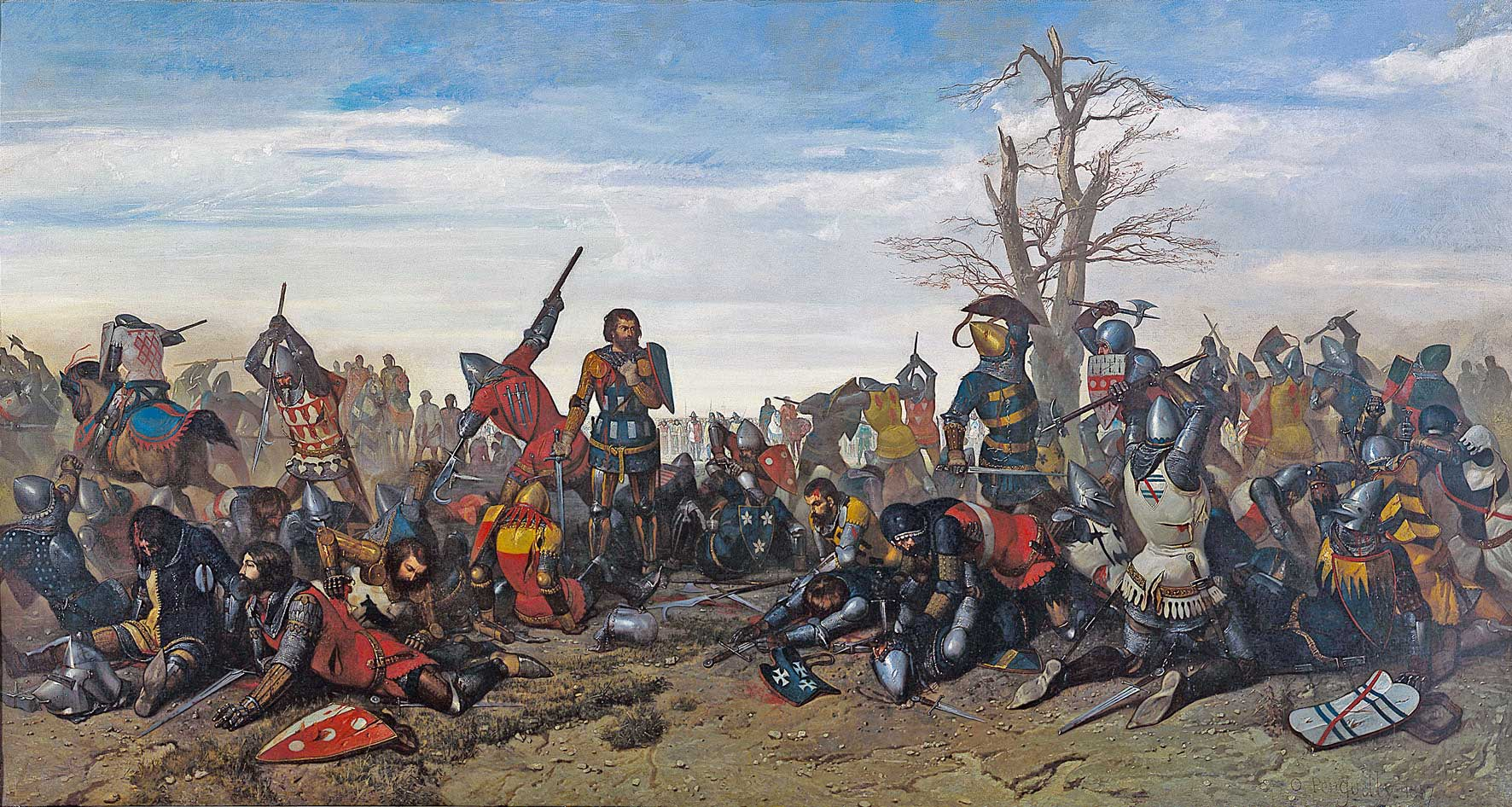
El Combate de los Treinta. Los caballeros solían actuar individualmente en busca del honor y la gloria, en ocasiones, en detrimento del plan de batalla establecido.

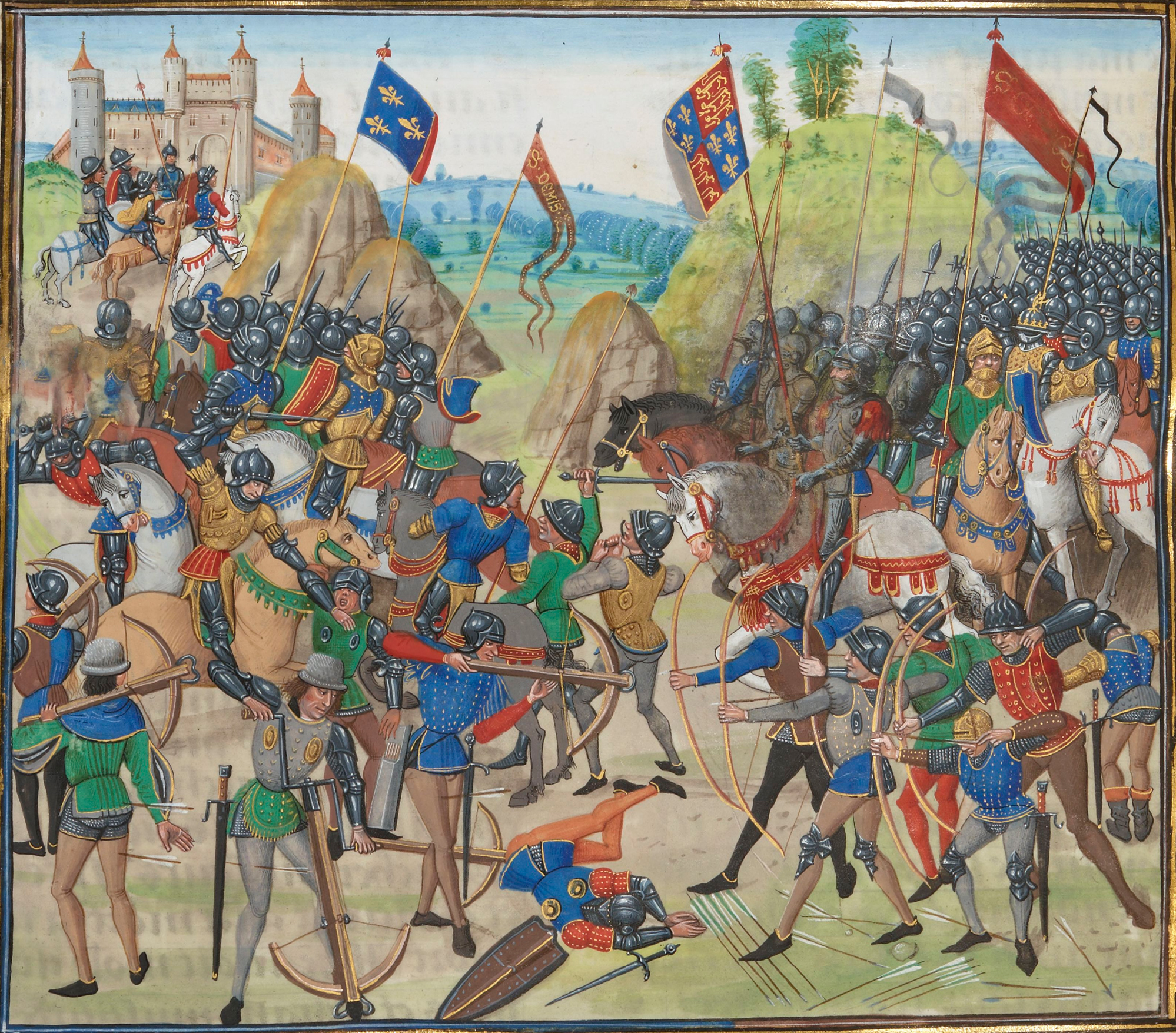
Un ejemplo de la conducta indisciplinada de los caballeros medievales es la batalla de Crécy, donde un ejército francés de hombres fue vencido por ingleses. La falta de paciencia de la caballería franca la llevó a cargar arrollando a sus propios ballesteros.

En los campos de batalla medievales fue predominante el uso de la caballería pesada. Normalmente, esta caballería se organizaba en tres cuerpos o divisiones, que eran lanzadas una detrás de la otra al combate. La primera oleada debía abrir paso entre el ejército enemigo o romper sus líneas para que las demás oleadas pudieran hacerlo. Si el enemigo huía, comenzaba la persecución y masacre de sus tropas en retirada. A la hora de la verdad, los caballeros se movían individualmente en detrimento del plan establecido por su comandante. La gloria y el honor eran casi los únicos intereses de los caballeros, y por ello maniobraban con el fin de hacerse con las posiciones de primera fila en los ataques. La victoria del ejército en el campo de batalla era un objetivo secundario al de su propia gloria. Los caballeros se lanzaban al ataque tan pronto como vislumbraban al enemigo, desbaratando la estrategia de su jefe.
En algunas ocasiones, los líderes del ejército desmontaban a sus caballeros para poder controlar sus ataques. Esto era bien recibido por las tropas de infantería, que en la melé tenían pocas esperanzas de salir bien paradas. Esto aumentaba el vigor del combate y la moral entre la soldadesca. De combatir a pie, los caballeros, junto con los soldados de a pie, combatían detrás de estacas u otro tipo de defensas diseñadas para frenar y desbaratar las cargas de caballeros enemigos.
A finales de la época medieval, el poder y la fuerza de la caballería pesada, y por lo tanto su utilidad, se encontraba al mismo nivel que el de la infantería y los tiradores. Para entonces ya se había probado la inutilidad de cargar contra una tropa disciplinada y bien emplazada. Las reglas de los combates habían cambiado. Las estacas, trincheras y otras trampas se utilizaban astutamente para protegerse de las cargas de caballería. Atacar una fila cuantiosa de piqueros y arqueros resultaba una masacre para los caballeros. Estos se vieron entonces obligados a combatir a pie o a esperar el momento preciso para atacar. Por lo tanto, las devastadoras cargas de principios del periodo eran posibles, pero únicamente cuando el enemigo rompía filas y huía, se encontraba sin orden o estaba al descubierto y sin opciones de defensa.

#### Caballeros
Un caballero medieval era generalmente un soldado montado y acorazado, a menudo relacionado con la nobleza o la realeza, aunque (especialmente en Europa del Norte) los caballeros también podían provenir de las clases más bajas, e incluso podían ser personas libres. El coste de su armadura, caballos y armas era grande; esto, contribuyó gradualmente, entre otras cosas, a transformar al caballero, por lo menos en la Europa Occidental, en una clase social distinta de otros guerreros. Durante las Cruzadas, las órdenes militares de caballeros lucharon en Tierra Santa.

#### Caballería pesada
La caballería pesada, armada con lanzas y un variado surtido de armas de mano, desempeñaron un papel importante en las batallas de la Edad Media. La caballería pesada se nutría de caballeros ricos y de nobles que podían permitirse el equipo y los nobles escuderos empleados por los nobles. La caballería pesada era la diferencia entre la victoria y la derrota en muchas batallas importantes. Sus cargas atronadoras podían romper las líneas de la mayoría de las formaciones de la infantería, haciéndoles un activo valioso a todos los ejércitos medievales.

#### Caballería ligera
La caballería ligera constaba generalmente en jinetes con armas ligeras, que podían consistir en lanzas, jabalinas o armas de proyectil, tales como arcos o ballestas. Utilizaron a la caballería ligera como exploradores, escaramuzadores o fuera de los flancos. Muchos países desarrollaron sus propios estilos de caballería ligera, tales como los arqueros montados húngaros, los jinetes españoles, los ballesteros montados italianos y alemanes y los currours ingleses.

### La infantería
Durante la Alta Edad Media, la principal (y casi única) táctica de los soldados de infantería, que componían la principal fuerza de los ejércitos de la Alta Edad Media, suponía aproximarse al enemigo y descargar hachazos sobre él. Los francos disponían de hachas arrojadizas llamadas franciscas (de ahí el nombre del pueblo). El poder de la caballería pesada, que apareció en tiempos de Carlomagno, relegó a la infantería a un segundo plano, más que nada, porque no se trataba de una tropa bien instruida y con disciplina. En los primeros ejércitos feudales, la infantería se componía de campesinos mal armados y sin instrucción.

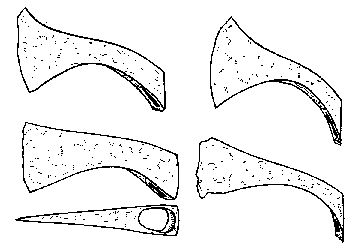
Distintos tipos de franciscas merovingias. Este tipo de hacha era característica de los pueblos germanos occidentales.

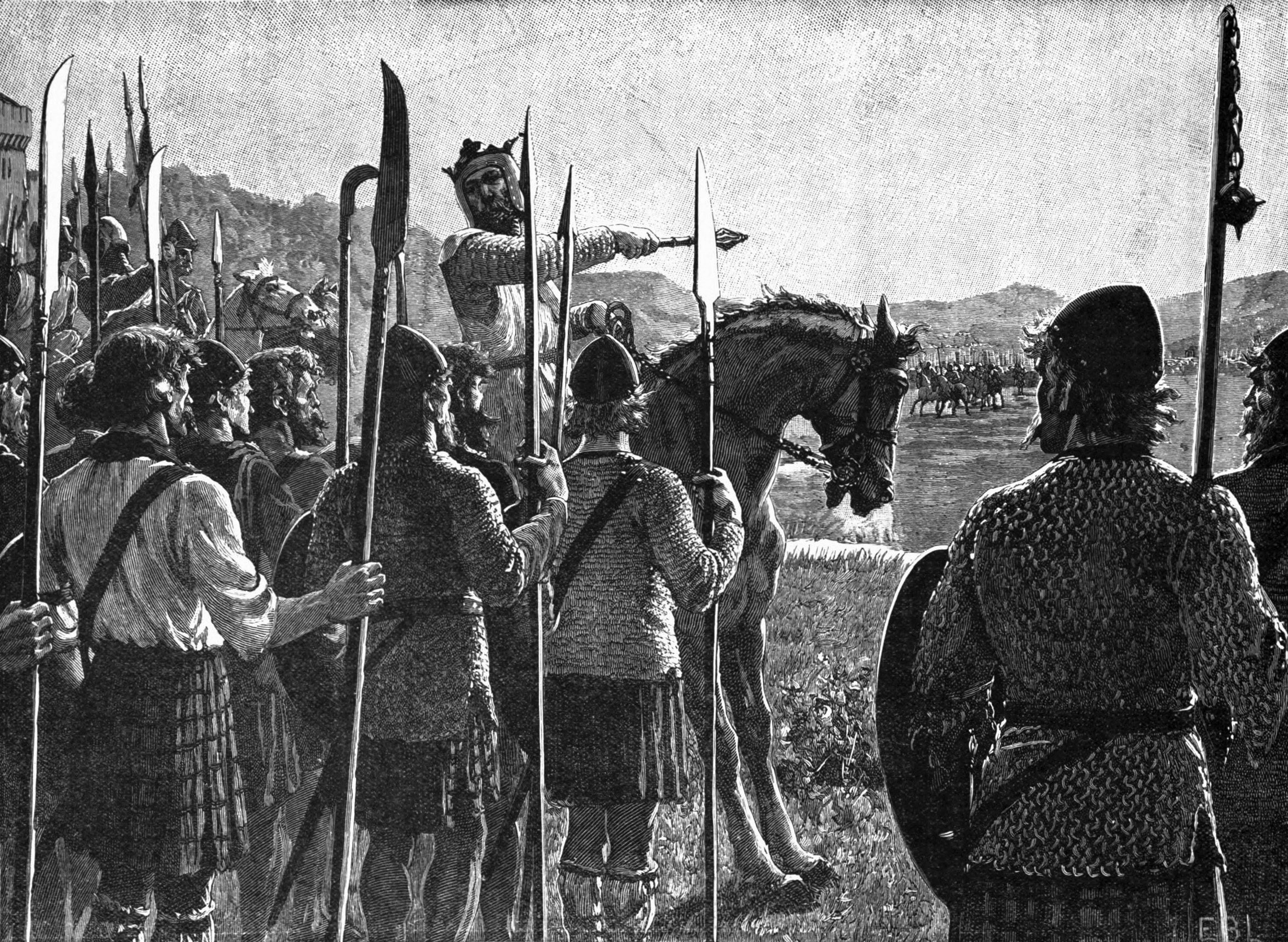
Los lanceros escoceses en la batalla de Bannockburn (1314). Escocia se valió de tropas de infantería con lanzas para derrotar a Inglaterra.

Las primeras defensas contra la caballería surgieron de manos de los anglosajones. Consistía en colocar a los hombres juntos y con los escudos juntos para formar una barrera que frenase a la caballería y los protegieses de los arqueros. Así combatieron los anglosajones en Hastings y, de hecho, frenaron el ataque de la caballería normanda. En las zonas donde era dificultoso formar tropas de caballería pesada, especialmente en regiones de terreno más bien accidentado, como Escocia o Suiza, y en las ciudades independientes, la infantería experimentó un cierto resurgimiento. Debido a sus necesidades, encontraron modos de organizar ejércitos eficaces que incluyeran muy poca caballería. Se probó que los caballos no se lanzarían contra una barrera de estacas o de lanzas. Una formación de lanceros podía frenar a la caballería noble de mucho más poder, y ello por una pequeña parte del coste del mantenimiento de la caballería pesada.
Los escoceses emplearon círculos de lanceros durante las guerras de independencia que se produjeron a finales del siglo XIII. William Wallace se valió de ella en Falkirk y Robert Bruce en Bannockburn. Descubrieron que esa formación, llamada schiltron, era de gran eficacia. Robert Bruce solo presentó batalla a los caballeros ingleses en zonas pantanosas, lo que impedía prácticamente la carga de sus enemigos.
Los suizos ganaron mucho renombre en el combate de picas. Se puede decir que revivieron la antigua falange macedonia de Alejandro Magno y llegaron a adquirir una buena pericia en el combate con largas armas de palo. Su táctica consistía en formar un escuadrón de piqueros. Las cuatro filas exteriores sujetaban las picas a una misma altura, apuntando más hacia abajo. Ello creaba una eficaz defensa contra la caballería. Las filas de la retaguardia usaban armas de palo para acuchillar a los enemigos que se acercaban a la formación. Los suizos se habían especializado hasta tal punto que eran capaces desplazarse sin romper la formación con relativa rapidez. Gracias a ello pasaron también a ser una tropa de ataque.
La única forma eficaz de disolver los compactos cuadros de piqueros era la artillería, principalmente cañones, que rompían las filas de las formaciones de soldados aglutinados. Los castellanos fueron los primeros en lograrlo. Las tropas castellanas del Gran Capitán combatían también a los piqueros con una tropa de espadachines provistos con rodelas. Se trataba de soldados ligeros que se escurrían entre las picas y atacaban directamente a los piqueros. Las fuerzas del Gran Capitán fueron las primeras en combinar, en una misma formación, picas, espadas y armas de fuego; como resultado se obtuvo una formación capaz de batir a diferentes armas en varios terrenos, ya fuera en defensa o atacando. Por ello algunos consideran a Gonzalo Fernández de Córdoba como el primer estratega moderno.

## Armas de la guerra medieval

### Los asedios
Un enfrentamiento militar típico de asedio en el medievo se daba cuando un ejército sitiaba el castillo del oponente. Si éste estaba bien defendido, las opciones se limitaban a establecer un asedio con la finalidad de rendir la fortaleza por hambre, o a utilizar máquinas de asedio para destruir las defensas fortificadas. A veces los propios sitiadores se veían forzados a defenderse de ataques que venían en ayuda de la ciudad.
Los diseños medievales incluyen la catapulta (la cual a su vez incluye el onagro), la balista (o ballesta) y el trabuquete. Estas máquinas utilizaban energía mecánica para lanzar grandes proyectiles para destruir las murallas. En Europa, la catapulta la inventó Dionisio I de Siracusa en el año 399 a. C.[cita requerida] También se usaron el ariete y la torre de asedio. Otra forma de combatir era con largas escaleras apoyadas sobre la pared, pero no sobre fortificaciones de altas dimensiones, y además este método no daba defensas al escalador. De hecho, en la propia torre de asedio, torre de madera con ruedas que permitía a los atacantes escalar las murallas y a la vez protegerse de las flechas enemigas, había una serie de escaleras puestas como para subir una torre cualquiera, y en el último piso una puerta de madera, de forma que al juntarse un gran número de soldados abrían la puerta, que se apoyaba sobre el muro, y los soldados salían a masacrar a los enemigos. Normalmente, era después de esto cuando se utilizaban más escaleras para que un mayor número de soldados se internaran en la fortaleza y se abrieran paso para abrir las puertas, para entrar con el mayor número de refuerzos, como la caballería.

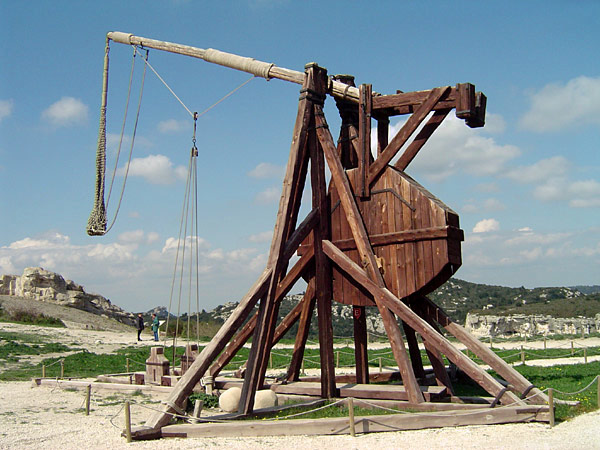
Trabuquete, arma de asedio de la época medieval, que podía lanzar unos dos proyectiles por hora al objetivo.

Otra arma muy importante era el trabuquete, que tenía mayor radio de alcance que la catapulta, y se solía utilizar sobre todo en Asia para mandar animales (incluidas las personas) muertos por enfermedad, para hacer más posible que los sitiados se rindieran, y esto provocaba epidemias. De hecho, se dice que cuando un ejército mongol sitió la ciudad genovesa de Kaffa en la región de Crimea, mandaron cuerpos infectados por una enfermedad, y debido a que los itálicos basaban su poder en el comercio, la enfermedad se extendió por toda Europa con gran facilidad. Esa enfermedad fue la Peste Negra de 1347.
Había otras tácticas, como prender fuego alrededor de las murallas para intentar descomponer el cemento que sujetaba a las piedras unas con otras, o en ocasiones incluso se minaban los cimientos con túneles excavados bajo las murallas.
Para defender Constantinopla, Los bizantinos, como tenían el mayor puerto de Europa, tuvieron que defenderse por mar, creando la flota más poderosa de la época, y con ayuda de un invento solo conocido por ellos llamado "fuego griego".[cita requerida]

## La guerra naval
Las batallas navales son menos conocidas por ser menos frecuentes, ya que normalmente se intentaba detener al enemigo tras dejar su embarcación (lo que demuestra un gran retraso en este aspecto, pues ya los egipcios descubrieron la eficacia de detener a los enemigos por el mar). Sin embargo, también se dieron varias batallas navales, y fueron tan sangrientas o más que las terrestres.
Al principio de la Edad Media, los árabes tenían un gran poder naval, asolaron Sicilia en el 652 y derrotaron a la armada bizantina en el 655.
El Imperio bizantino fue famoso por su superioridad naval. Su flota, tras la caída del Imperio romano de Occidente, controló el Mar Mediterráneo, especialmente durante la Edad de Oro de Justiniano I, además de disponer de una flota que patrullaba el Danubio. Hay que entender que tener una importante flota era crucial para defender Constantinopla, la capital, pues tenía el puerto más importante de Europa, posiblemente del mundo, en su época de esplendor. Sin embargo, sufrió una temprana derrota contra tropas árabes en el 655. La capital la salvaron gracias a un invento secreto que solo ellos conocían, el fuego griego, una mezcla de diferentes compuestos químicos que al entrar en contacto con el agua, ardía y prendía así los barcos enemigos. El navío modelo de la flota bizantina era el dromon, evolución de los trirremes clásicos. Es un barco de remo, similar a la galera, de un solo mástil. El velamen era latino (de vela cuadrada) como herencia de las técnicas de navegación precedentes.
Con el renacimiento macedónico que tuvo lugar en el siglo XI, la flota volvió a recuperar su papel predominante en el Mediterráneo Oriental, aunque no alcanzó su anterior poder. En los últimos estertores del imperio, ya reducido a un puñado de ciudades portuarias, los restos de su poder naval fueron clave para conservar dichas posiciones hasta el último sitio de Constantinopla.
Cuando el poder árabe en el Mediterráneo empezó a declinar, las ciudades comerciales italianas de Génova, Pisa y Venecia fundaron redes comerciales y construyeron armadas para protegerlas y ser la nueva potencia naval. Al principio las armadas lucharon contra los árabes (en Bari en 1004, en Mesina en 1005), pero después se encontraron peleando contra los normandos que habían llegado hasta Sicilia, y finalmente el uno contra el otro. Los genoveses y los venecianos tuvieron cuatro guerras navales, en 1253–1284, 1293–1299, 1350–1355 y en 1371–1378. La última guerra finalizó con una victoria decisiva para Venecia, lo que le permitió disfrutar durante casi un siglo de la dominación comercial del Mediterráneo antes de que otros países europeos comenzasen a explorar hacia el sur y el oeste.En el norte de Italia, especialmente en las guerras entre el ducado de Milán y Venecia, grandes flotas operaban en los ríos, dando lugar a diversas batallas navales.
Los vikingos, que asolaron Europa con sus drakkar, embarcaciones largas, estrechas, livianas y con poco calado y con remos en casi toda la longitud del casco (con una vela en versiones más modernas), no es que sus barcos fueran poderosos, pero eran muy maniobrables, y por ello podían internarse y atacar poblaciones remontando ríos como el Sena, el Támesis o el Tajo. Los nórdicos también lucharon en muchas batallas navales entre ellos mismos. Esto se hacía normalmente atando los barcos de ambos bandos uno contra el otro, luchando así esencialmente una batalla terrestre sobre el mar. Sin embargo, el hecho de que el lado perdedor no podía escapar fácilmente, significaba que las batallas tendían a ser muy duras y sangrientas. La Batalla de Svolder es quizás de las más famosas. El rey inglés Alfredo el Grande construyó una flota con la que les derrotó.

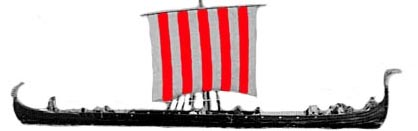
Imagen de un barco vikingo o drakkar.

En el norte de Europa, por otro lado, por la Guerra de los Cien años, el casi continuo conflicto entre Inglaterra y Francia raramente conlleva una actividad naval más sofisticada que el transporte de los caballeros a través del canal de la Mancha, y quizás el tratar de atacar esos transportes. La Batalla de Dover en el 1217, entre una flota francesa de 80 barcos bajo el mando de Eustaquio el Monje y una flota inglesa de 40 bajo el mando de Hubert de Burgh, es notable por ser la primera batalla registrada usando las tácticas de los barcos de vela, con la victoria del primero en la misma, que sin embargo fue derrotado después.

## El uso de la pólvora
La pólvora es un polvo explosivo utilizado en balística, en particular pólvora negra, una mezcla explosiva de un 75 % de nitrato potásico, un 15 % de carbón y un 10 % de azufre aproximadamente. La pólvora fue el primer explosivo conocido; su fórmula aparece ya en el siglo XIII, en los escritos del monje inglés Roger Bacon, aunque parece haber sido descubierta por los chinos, que la utilizaron con anterioridad en la fabricación de fuegos artificiales. Es probable que la pólvora se introdujera en Europa procedente del Oriente Próximo. Berthold Schwarz, un monje alemán de comienzos del siglo XIV, puede haber sido el primero en utilizar la pólvora para impulsar un proyectil. Sean cuales sean los datos precisos y las identidades de sus descubridores y primeros usuarios, lo cierto es que la pólvora se fabricaba en Inglaterra en 1334 y que en 1340 Alemania contaba con instalaciones para su fabricación. Sin embargo, sabemos que, ya en 1326, el municipio de Florencia tenía cañones. Al año siguiente, las armas de fuego también están presentes en el castillo de Gassino, cerca de Turín, mientras que poco después los Visconti de Milán tienen armas de fuego. El primer intento de utilización de la pólvora para minar los muros de las fortificaciones se llevó a cabo durante el sitio de Pisa en 1403. En la segunda mitad del siglo XVI, la fabricación de pólvora en la mayoría de los países era un monopolio del Estado, que reglamentó su uso a comienzos del siglo XVII. Fue el único explosivo conocido hasta el descubrimiento del denominado oro fulminante, un poderoso explosivo utilizado por primera vez en 1628 durante las contiendas bélicas que se desarrollaron en el continente europeo.